# 村山優香
村山 優香（むらやま ゆうか、2003年2月19日 - ）は、日本の女優。茨城県北茨城市出身。株式会社タイズブリック所属。

## 略歴
2015年、映画『忘れ雪』で女優デビュー。
2022年、特撮テレビドラマ『ウルトラマンデッカー』のヒロイン・キリノイチカ役でブレイク。これと並行してグラビア活動を開始する。
『デッカー』出演以降、坂本浩一監督主催のアクション練習会に通い、アクションを学んでいる。
2024年11月25日、それまで所属していたアークプロモーションを退所し、フリーランスとして活動していくことを報告する。
2025年5月、株式会社タイズブリックに所属したことを報告する。

## 人物
趣味は舞台鑑賞、写真を撮ること、散歩。特技は走ること。
芸能界入り以来の夢が、特撮作品のヒロインになることで、『デッカー』で初めて特撮ヒロインのオーディションを受けるが、「勝ち取ってやる！」「頑張ろう！」という気持ちがすごく強かったという。
『週刊プレイボーイ』に初めてグラビアが掲載された号の表紙と巻頭グラビアを務めたのが、『デッカー』の前作『ウルトラマントリガー NEW GENERATION TIGA』のヒロインを演じた豊田ルナであり、自身は『デッカー』の出演が決まる前のグラビアであったものの、その際のキャッチコピーが「ニューヒロイン」であり、後に明治神宮前のビジョン広告に掲示されたキャッチコピーも「いま偶然の出会いが未来に繋がる」というものであったため、偶然ではあったものの奇跡的であったという。

## 出演

### テレビドラマ
- 死亡フラグが立ちました! 第7話（2019年12月5日、関西テレビ） - 劇団タキオンの劇団員 役[1][2]
- そして、ユリコは一人になった 第1話・第2話・最終話（2020年3月6日・13日・4月24日、関西テレビ） - 松沢祐璃子 役[1]
- ウルトラマンデッカー（2022年7月9日 - 2023年1月21日、テレビ東京） - キリノイチカ 役[10]
- OUR STORIES 120秒の物語 第13話「夏祭り」（2022年8月4日、関西テレビ） - ユキ 役
- カメラ、はじめてもいいですか?（2023年7月3日 - 9月18日、BS松竹東急） - 音海モア 役[11]
- オトナの授業（2024年5月6日 - 6月24日、TOKYO MX） - 山本加恋 役[12]
- 3年C組は不倫してます。（2024年10月2日 - 12月18日、日本テレビ） - 南雲彩加 役[13]

### ウェブドラマ
- TOKYOドラゴン飯店 負けるな!!琉球占い師リオちゃん!（2020年8月31日、Amazon Prime Video・FOD 他） - ナナちゃん / ハイパワーナナ 役[14]
- シェアハウス（2020年12月17日・2021年1月21日・2月11日、marche） - 立花朱里 役
- カイダン都市伝説 洒落怖 第三話「異世界に行く方法」（2021年9月6日、U-NEXT先行配信）
- 一瞬の恋（2022年4月28日、Amazon Prime Video） - 主演・秋山かえで 役
- GUTS-SELECT交流記 〜帰ってきた特務3課〜 第3話（2022年12月3日、TSUBURAYA IMAGINATION） - キリノイチカ 役

### 映画
- 忘れ雪（2015年11月7日、アーチ・エンタテインメント、監督：ハン・サンヒ）[1][2] - 深雪（少女時代） 役[4]
- お雛様のヘアカット（2022年、監督：溝口稔） - ヒロイン・坂井菜月 役[15]
- いつでもアオハル（2022年公開予定、監督：植田尚） - ヒロイン・清水陽菜 役[4]
- ウルトラマンデッカー最終章 旅立ちの彼方へ…（2023年2月23日、バンダイナムコフィルムワークス / 円谷プロダクション、監督：武居正能）[16] - キリノイチカ 役

### オリジナルビデオ
- 日本統一外伝 山崎一門8 警視庁VS山崎一門（2023年6月25日、ライツキューブ、監督：辻裕之） - クララ 役

### ウェブ番組
- NOAH TIME LIVE（2025年1月23日 - 、ABEMA）

### 舞台
- ゲートシティーの恋（2016年12月22日 - 25日、八幡山ワーサルシアター） - ひかり 役、士官候補生 役[1][2]
- 劇団丸組 第八回公演「新山猫ー最終章ー」（2023年2月16日 - 19日、CBGKシブゲキ!!） - リナリ 役

### CM

#### テレビCM
- カインズホーム「flatty」（2018年5月）[1][2]

#### WEB CM
- ジョンソン・エンド・ジョンソン「アキュビュー」（2018年7月）[1][2]
- 日産エナジーホーム（2019年1月）[1][2]
- YKK AP 音（2020年6月）
- ディズニーの音楽ゲームアプリ「ディズニー ミュージックパレード紹介動画」（2021年8月）
- キレイライン矯正（2022年）

### ラジオ
- ALL GOOD FRIDAY（2018年8月、J-WAVE）[1][2]

### 玩具
- ウルトラマンデッカー ウルトラディーフラッシャー -MEMORIAL EDITION-（2023年7月）

### その他
- 読売中高生新聞 初代スペシャルアンバサダー（2016年 - 2019年）[1][2]
- ジェフユナイテッド市原・千葉 公式プロモーションチーム アキュアマーメイド（2020年4月、JR東日本ウォータービジネス）
- 週刊プレイボーイ No.35（2021年8月16日、集英社）
- 原宿駅竹下口改札 村山優香宣伝ポスター（2021年8月9日 - 29日）
- 原宿駅明治神宮70インチビジョン 村山優香宣伝（2021年9月1日 - 10月30日）
- 東京駅八重洲口地下メインアベニュー通り52面ビジョン 村山優香宣伝（2021年10月1日 - 31日）

## 書籍

### デジタル写真集
- 夏恋ラプソディ（2021年8月16日、集英社）[17]
- 『週プレ プラス!』アザーカットデジタル写真集「FLY HIGH!～prologue～」（2022年8月8日、集英社）[18]

### 写真集
- MY～輝く瞳～（2023年4月10日、彩文館出版）[19]